# オクネフ文化
オクネフ文化（オクネフぶんか、Okunev culture）とは、ミヌシンスク盆地を中心とするシベリア南部の青銅器時代の文化で、紀元前2千年紀前半に栄えた。同地域には、前にはアファナシェヴォ文化が、後にはアンドロノヴォ文化が栄えている。1928年に墓地が発掘されたハカス共和国の地名オクネフにちなむ。
生活様式は牧畜（羊・牛など）が中心で、漁労も行われた。
また銅器・青銅器が作られた。これらには刀子、錐、斧、釣針・縫い針（骨製のものもある）などがある。石器（斧、石臼）、土器（平底が多い）も使われた。車もあった。
墓は方形で石に囲まれ、大型のものでは20メートル四方ほど、一般に複数人が埋葬された。副葬品は道具類で、これから見る限り顕著な階級分化はなかったようである。また石に彫られた人物像などもある。
この文化の担い手は人種的にはモンゴロイドで、アファナシェヴォ文化とアンドロノヴォ文化がいずれもコーカソイドによるもので西方に起源するといわれるのと対照的である。